# Ústní tóra

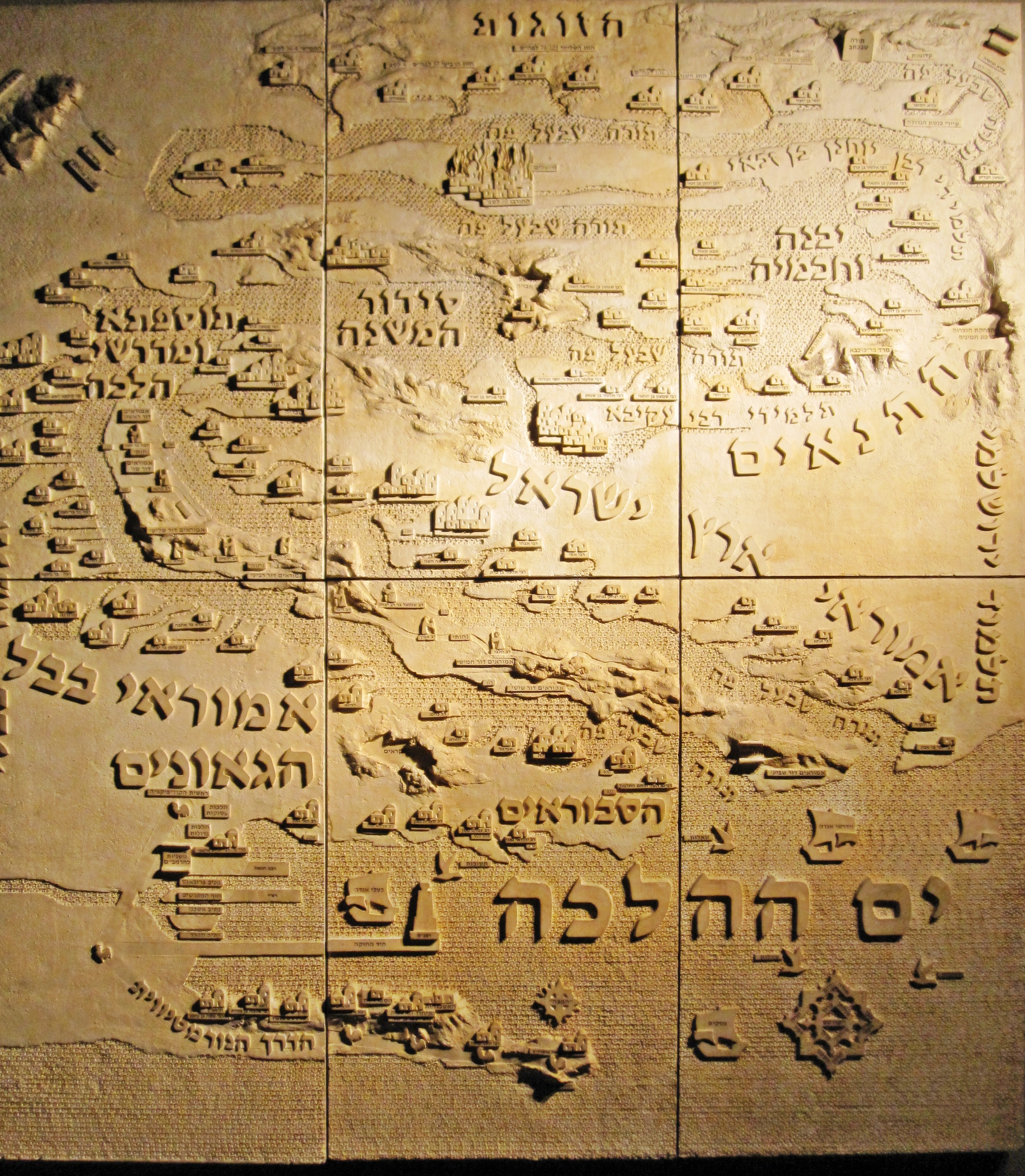
Exponát v Muzeu diaspory v Tel Avivu znázorňuje vývoj ústní tóry jako tok řeky.

Ústní tóra (hebrejsky תורה שבעל פה‎ / tora še-be-al pe) je termín, který v judaismu označuje nábožensko-právní literaturu, ustanovení a tradice, které nejsou přímo zmíněné v pěti knihách Mojžíšových (Tóra), pro které se v těchto případech používá označení psaná tóra (hebr. תורה שבכתב‎ / tora še-bichtav).

## Původ termínu
Judaismus byl vždy náboženstvím, ve kterém vedle sebe existovala řada různých směrů, které zastávaly různé názory. Zhruba ve 3. stol. př. n. l. za vlády Hasmonejců v Izraeli vznikly dvě hlavní skupiny, které, ač byly marginální co se týče počtu, měly dalekosáhlý vliv na vývoj židovského náboženství – farizeové a saduceové. Mezi oběma skupinami docházelo k častým srážkám, které nezřídka končily násilně. Za vlády krále Alexandra Janaje se saduceové pokusili vyvraždit farizeje, za vlády královny Salome Alexandry se farizeové pokusili naopak vyvraždit saduceje. Se změnou politické situace a nutností sjednotit národ proti vnějšímu nebezpečí, pramenící zvláště ze strany Říma, se rozepře mezi oběma skupinami omezily na názorové spory. Obě strany měly rovněž zastoupení v Sanhedrinu.
Během první židovské války v letech 66 až 73 n. l. saduceové de facto vymizeli. Své na tom mohl sehrát i fakt, že byli většinou společnosti považováni za kolaboranty s Římany, největší ranou pro ně ovšem bylo zničení Chrámu v Jeruzalémě Titem roku 70, bez kterého saducejská teologie, soustředěná na chrámovou obětní bohoslužbu, nedokázala přežít. Farizejská strana přebírá vedoucí úlohu uvnitř judaismu a stává se zakladatelem směru, který dnes nazýváme rabínský judaismus.
Farizeové se soustředili na udržení a rozšíření znalosti Zákona mezi prostým lidem, a na eliminaci pohanských vlivů, v čemž ovšem nebyli vždy zcela úspěšní. Základem farizejské teologie bylo učení, že Mojžíš obdržel od Boha na Sinaji kromě textu Tóry též vědomost, jak ji vykládat a učit. Stejně jako psaný text Tóry, i tuto svou schopnost předal svým následovníkům. Na rozdíl od saduceů farizeové zastávali názor, že je možné Tóru vykládat a interpretovat v souladu se společenským vývojem a potřebami. Jednou z typických a rovněž nejstarších ukázek farizejské interpretace Tóry je pravidlo tzv. pikuach nefeš, dosl. záchrana duše, přeneseně záchrana života. Podle této teze je možné porušit téměř všechna přikázání Tóry (kromě modloslužby, vraždy a smilstva), pokud je lidský život v ohrožení. Základem této teze je výklad verše Dt 6, 3 (Kral, ČEP): Aby ses bál Hospodina, svého Boha, a bedlivě dbal na všechna jeho nařízení a příkazy, které ti udílím, ty i tvůj syn a tvůj vnuk, po všechny dny svého života, abys byl dlouho živ. Výklad tohoto verše zní, že přikázání jsou zde proto, aby podle nich člověk žil, nikoli umíral. Takových výkladů vznikala celá řada, různě se od sebe odlišovaly, většinou v závislosti na regionu, a mezi prostým lidem se učení farizejských učitelů – rabínů – začala stávat závaznými. Protože tyto tradice bylo možné předávat pouze ústně, začal se celý soubor ústně předávaných tradic nazývat ústní tóra.

## Zjevení tóry podle tradičního výkladu
Jedno z nemnoha dogmat v judaismu je, že veškerá tóra je od Boha z nebes, tzn. že je předaná nebo předávaná prostřednictvím Božího zjevení. Rabíni však nebyli vždy jednotní v otázce charakteru zjevení – existovaly dva základní přístupy:
1. Zjevení mělo charakter jednorázového aktu – v jeden jediný den během jediného okamžiku byla na hoře Sinaj Mojžíšovi předána veškerá tóra.
2. Ze Sinaje nebyla předána veškerá tóra, ale jenom část, a to co nebylo předáno, zůstalo na nebesích a je postupně sdělováno Izraeli – tedy kontinuálně probíhající proces – příklon k tomuto názoru má určité filosofické konsekvence.

Přívrženci prvního názoru (zjevení jako jednorázový akt) zastávali tezi, že tóra je věčná a neměnná, a nelze jí ovlivňovat transcendentními silami, tóru nemohli změnit ani proroci ani Mesiáš ani Bůh. Celá tóra je pouze v rukou lidí – žádná jiná stvoření (andělé apod.) nemají právo s ní zacházet, a to proto, že z ní nic nezůstalo na nebesích.
Podle druhého názoru (zjevení jako kontinuálně pokračující proces) Boží hlas ze Sinaje neumlkl ani po sinajském zjevení, ale nadále pokračoval ve zjevování tóry. Nejprve zprostředkovali zjevení proroci prostřednictvím Ducha Svatého, avšak s posledními proroky Malachiášem, Zacharjášem a Aggeem opouští Duch Svatý a s ním i dar proroctví Izrael. Jejich místo dále přebírají učenci. Podle talmudického traktátu Sanhedrin 11a volá ozvěna Božího hlasu (hebr. Bat Kol, dosl „Dcera hlasu“) ze Sinaje a hrozí prokletím těm, kteří opovrhují Tórou. V období na přelomu letopočtů byly rozšířeny názory, že přijde Mesiáš a bude učit novou tóru. Dokud měla víra v Mesiáše utopický charakter, nehrozilo bezprostřední nebezpečí. Po objevení křesťanství byla však teorie kontinuálního zjevení pro svůj antinomistický charakter potlačena, neboť učení o Mesiáši, který učí novou tóru, se stalo základem nového náboženství – křesťanství.
Z historických důvodů tedy rabínský judaismus opustil (avšak nezavrhl) možnost kontinuálního zjevení, a první názor se stal jedním z pilířů judaismu. Vyvstal ovšem problém, jak vysvětlit, že již za Mojžíšova života a během let následujících po Mojžíšově smrti docházelo k výkladům a zpřesňování biblických nařízení. Podle talmudického traktátu Temura 16a bylo 3000 halachot (zákonů a nařízení) zapomenuto během smutku za Mojžíše – soudci, proroci a učenci tak neobjevují nic nového, pouze znovu odkrývají to, co bylo zapomenuto. Podle těchto názorů nebyl ani rozdíl mezi prorokem a učencem, protože toho, co dosáhl prorok pomocí zjevení, dosáhl učenec pomocí dedukce. Zároveň bylo uvnitř halachy nutné rozřešit spor o autoritu proroků a učenců. Mohlo by se zdát, že proroci jsou učencům nadřazeni, neboť jejich slova byla inspirována Bohem, ale proti tomu existuje názor, že proroci byli sesláni kvůli hříchům Izraele, takže kdyby Izrael nehřešil, proroci by nebyli potřeba, ale učenci ano (Nedarim 22b).
V kabalistické literatuře se mnohem později vyskytují diskuze o možné změně tóry, konkrétně v Sefer ha–truma, kabalistickém spisu ze 13. stol., který obsahuje učení o kosmických cyklech – šmitot. Šmita znamená zrušení, smazání, prominutí, v Tóře se tento výraz vyskytuje ve spojení zrušení dluhu (Dt 15), což byla procedura, která se dělala každý sedmý rok (tzv. milostivé léto, rok odpočinutí atd.). Podle Sefer ha-truma tak každých 7000 let dochází k obnově stvoření (reinstalace svoření, při které se znovu skládají písmenka tóry), tóra přichází do nového cyklu s pozměněnými slovy a pozměněným významem, protože není na nebesích a byla předána člověku, tak podléhá změnám jako tento svět – o tuto konsekvenci se opíral např. Šabtaj Cvi, který během svého mesiášského působení tvrdil, že nastal rok šmity. Z pohledu rabínského judaismu se jednalo o velmi nebezpečnou herezi, proto bylo učení o kontinuálním zjevení tóry podrobeno mnohem přísnějšímu dohledu, stejně jako studium kabaly.

## Obsah zjevené tóry podle rabínských pramenů
Podle Midraše Sifra z 3. stol. o.l., který vykládá verš Leviticus 26:46 Toto jsou nařízení, řády a zákony, jež Hospodin vydal na hoře Sinaj prostřednictvím Mojžíše, aby byly mezi ním a syny Izraele, obdržel Mojžíš na Sinaji následující:
Toto jsou nařízení – midraše
řády – soudy
a zákony – učí, že Izraeli byly dány dva Zákony - dvě tóry – psaná a ústní.
Toto vše je obsahem zjevení. Podobné verše jsou i Dt 4, 45 (Kral, ČEP), Dt 6, 1 (Kral, ČEP) a Dt 12, 1 (Kral, ČEP). V talmudickém traktátu Berachot 5a je komentář k verši Exodus 24: 12: Hospodin řekl Mojžíšovi: „Vystup ke mně na horu a pobuď tam. Dám ti kamenné desky - zákon a přikázání, které jsem napsal, abys jim vyučoval.“
Kamenné desky – to je desatero
zákon (Tóru) – to je Písmo
a přikázání – to je Mišna
které jsem napsal – to jsou proroci a spisy (prorocké knihy jsou brány jako výklad Tóry, který ovšem bylo dovoleno zapsat a považovat za kanonický text)
abys jim vyučoval – to je Talmud
Písemně tradovaná Tóra tedy sestává ze 613 přikázání tóry, proroků a spisů, které dohromady tvoří Tanach.
Ústně tradovaná tóra se skládá z veškeré ústně a poté i písemně předávané tradice, která byla podle biblické zvěsti předána rovněž Mojžíšovi na Sinaji.

## Termíny vztahující se kústní tóře
Mišna, Halacha, Midraš, Talmud

## Problematika zapisování ústní tóry
Podle rabínské tradice byly tedy Mojžíšovi předány obě tóry, s tím, že písemná musí být tradována písemně, a ústní bude tradována pouze ústně. Poměrně brzy se objevují tendence zapisovat ústně tradované zákony, proti čemuž se zdvíhá silná polemika, která se dochovala v Talmudu: „Ti kdo zapisují halachot jsou jako ti, co spalují Tóru, a ten, kdo by z takového učení učil, nevezme odměnu“ (Temura 14b). Ve stejné pasáži se ovšem objevuje i argument, že je lépe porušit jedno písmeno z Tóry, než aby celá Tóra upadla v zapomnění. Z této pasáže tedy vyplývá, že podle rabínů je možné ústně tradovanou látku zapisovat, ale pouze za účelem, aby nebyla zapomenuta, a tato zároveň nesmí mít status kanonického textu, tj. rovný Tóře.
Není pochyb, že hlavní zlom znamenalo nejprve zničení Chrámu v r. 70 a poté kruté potlačení povstání Šim'ona bar Kochby v r. 135. Zhruba v této době obecného ohrožení přežití židovského národa začíná docházet ke sbírání a zapisování jednotlivých tradic a jejich uspořádání do kapitol, traktátů a pořádků. Dle rabínské tradice zapsal všechny tyto tradice rabi Jehuda ha-Nasi (kníže), který je tradoval od rabiho Akivy. Své dílo nazval Šest pořádků Mišny. Zhruba ve stejné době vzniká soubor podobné struktury, který má ovšem oproti Mišně určité zvláštnosti a odchylky – tento je později nazván Tosefta.
Maimonides v úvodu svého spisu Mišne Tora zdůvodňuje, co vedlo rabi Jehudu ha-Nasiho k zapsání do té doby ústně tradované látky. Podle něj to byla reálná hrozba, že bez zaznamenání tradice zanikne společně se svými nositeli, tváří tvář římskému pronásledování na straně jedné, a fenomenálnímu nástupu křesťanství na straně druhé.
Tradice, která byla shromážděná v Mišně, byla dále rozvíjena a především byl hledán její původ a důvod. Také tyto diskuze byly později zaznamenávány a přidány k textům Mišny a nazvány Gemarou, גמרא tj. dokončení. V Izraeli skončila práce na Gemaře z důvodu obtížných podmínek již ve 4. století. V Babylóně, kde měli Židé podmínky nesrovnatelně lepší, pokračovaly práce až do přelomu 5. a 6. století. V Izraeli bylo tamními učenci – amoraim – gemarou opatřeno 39 traktátů z celkových 63. Existuje domněnka, že původně bylo gemarou opatřeno všech 63 traktátů, avšak nám se nezachovaly. Tento soubor se nazývá Jeruzalémský Talmud. V Babylónii bylo gemarou opatřeno 37 traktátů, avšak rozsah Babylónského talmudu je větší, než u jeho jeruzalémského protějšku, více se zabývá civilním a trestním právem, a má tudíž v židovských kruzích větší autoritu.
Důvody odlišného tradování ústní a psané tóry

1. Ústní zákon je Božím tajemstvím, které bylo sděleno pouze Izraeli a pouze ústní zákon obsahuje skutečný význam psaného zákona – ústní tóra odlišuje Izrael od ostatních národů, kteří tak nemohou tvrdit, že jsou pravým Izraelem (4. stol. o. l.) – tato teze je namířena především proti křesťanům.
2. Kdyby byla ústní tóra v neměnné podobě, pak by byla neudržitelná. Dokonce i většina Božích příkazů začíná slovy „Hospodin promluvil k Mojžíšovi“, nikoli „napsal Hospodin Mojžíšovi“. Ústní předávání je přirozeným důsledkem procesu kanonizace Tóry, aby ústní tradice byla oddělena od kanonizovaného textu. V právnické terminologii označuje psaná Tóra literu zákona (textus receptus), která nesmí být nikdy a nikým změněna, zatímco ústní tóra slouží jako duch zákona, díky kterému je možné dodržovat psaný Zákon za všech okolností, v každé době.[1]

## Rabínské předpisy
Náboženské předpisy odvozené přímo z tóry se označují aramejským termínem
mi de-orajta. Předpisy ustanovené učenci (rabínské předpisy) se označují mi de-rabanan a opírají svoji závaznost o verše Tóry týkající se ustanovení soudců a učenců.
Názory na to, co spadá do té které oblasti, nebyly a nejsou jednotné. Maimonides následuje názor, který se vyskytuje v Talmudu, že mi de-orajta je vyplněno 613 přikázání, nacházející se v Tóře – vše ostatní je mi de-rabanan.
Proti Maimonidovi vystupuje Nachmanides: Vše co rabíni stanovili jako mi de-orajta, zejména ustanovení, která byla dovozena pomocí pravidel vykládání Tóry, mají status mi de-orajta. Ohledně proroků Nachmanides zastává názor, že v místech, kde prorok nabádá k určitému jednání, mají jeho slova váhu mi de-orajta, v ostatních místech, kde pouze vypráví nebo popisuje své vidění, nikoli.
Nachmanidovo schéma je považováno za závaznější, nicméně v moderní době je stále více zdůrazňován Maimonidův názor. Oba názory jsou si tedy co do závaznosti rovny.

### Věci, které také mají autoritu Mi de-Orajta

#### הלכה למשה מסיני – Halacha předaná Mojžíšovi na Sinaji
V právnické terminologii by byla označena jako „nepamětné zvyky“. Jsou to věci, které nejsou v psaném zákoně ani naznačeny, přesto je ale přikázáno, že mají být vykonávány (jako např. etrog, barva řemínků tfillin atd.), a tato jednotlivá ustanovení nejsou odvozována ani pomocí hermeneutických pravidel – podle rabínského pojetí se jedná o zákony, které byly Mojžíšovi zjeveny, ale nemají žádnou spojitost s psaným Zákonem. Některé halachot předané Mojžíšovi na Sinaji jsou starobylá ustanovení různých soudů, která se tak pevně ujala a jsou nezvratitelná. Středověcí rabínští autoři poukazují na to, že tento termín je někdy používán i k mnohem pozdějším halachot a nelze jej brát doslova, ale má takovou autoritu, že už se o nich téměř nediskutuje, ale ve většině případů je tento termín chápán doslovně – Maimonides v Sefer ha-Maor k Berachot uvádí 30 zákonů spadající do této kategorie na základě Talmudických pramenů a dodává, že vydedukovat tyto zákony z psané Tóry je nemožné, protože se opírají jen o ústní tradici.

#### Zákony nesinajského původu, ale se sinajskou autoritou
Dle Maimonida zahrnují takové zákony, které jsou založeny na logickém uvažování a hermeneutických pravidlech interpretace vzhledem k tomu, že tato pravidla používali učenci ke spojení nemotivované halachy s psaným zákonem (a tím jí dodávali autoritu), nebo vytvářeli nové zákony.
Příklad:
| „               | Když jakýsi člověk přišel k Rabovi a řekl mu: „Vládce mi přikázal, abych šel a zabil toho a toho, jinak zabiju já tebe. Co mám dělat?“ Raba řekl: „Raději ať zabijí tebe, než abys ty byl vrahem.“ | “ |
| — Sanhedrin 74a | |   |

Na základě tohoto výroku je zakázáno někoho zavraždit, abychom si zachránili vlastní život. Toto pravidlo vstoupilo ve všeobecnou platnost, a to přesto, že není nikde v Tóře. Jeho základem je rabínský výrok: „Kdo ti řekl, že tvá krev je červenější než jeho“, kdy se jedná o logickou interpretaci přikázání „Nezabiješ“.

### Mi de-Rabanan
Texty rabínů (možná bez sinajské autority) dělíme na dvě části:
1. Ustanovení, která sice obdržel Mojžíš na Sinaji, ale tato ustanovení mají charakter tzv. Takanot (tedy vysvětlení toho, co ten zákon už říká)
2. Části z proroků a spisů, které jsou podány formou líčení nějaké události + vlastní rabínská legislativa – gezerot (preventivní omezení) a takanot (ustanovení, vylepšení) – legislativa ryze lidského původu.

#### Takanot a gezerot
V případě gezerot a takanot rabíni narážejí na problém s nařízením: „nic k tomu nepřidáš a nic z něj neubereš“. Učenci se brání tvrzením, že oni nepřidávají, oni jen odhalují (ta vylepšení) a chrání (těmi omezeními) Tóru. Tento princip se nazývá sijug le-Tora, dosl. plot kolem Tóry. Tato preventivní opatření si kladou za cíl zabránit za každou cenu porušení přikázání Tóry tím, že kolem takového přikázání vytvoří „plot“ dalších a dalších omezení, které, pokud je bude člověk dodržovat, mu zcela zabrání přikázání porušit, avšak v případě, že by přece jen některou z gezerot nebo takanot porušil, neporuší samotné přikázání z Tóry, má stále jakousi „rezervu“ – a nemůže být tudíž trestán stejně, jako by byl v případě přímého a záměrného porušení Tóry.
- Příklad gezery:

V Exodu 23:19 nacházíme příkaz: Nebudeš vařit kůzle v mléku jeho matky. Rabínská gezera nejprve zakázala (vzhledem k nejasnosti významu hebrejského slova gedi, které může znamenat jak „kůzle“, tak i „mládě“) vařit společně jakékoli maso a mléko. Později tento zákaz vztáhla i na maso ptáků (neboť by mohlo dojít k omylu), ze stejného důvodu bylo později přidáno omezení, podle kterého nesmí být mléčné a masité potraviny společně skladovány a konzumovány, musí mít zvláštní nadobí atd. Gezerot se sice staly právně závaznými jako ustanovení mi de-rabanan, ale jejich oficiální status zní jako „dočasná doporučení“.
- Příklad takany:

V Deuteronomiu 21:18–21 nacházíme příkaz: Má-li někdo syna nepoddajného a vzpurného, který neposlouchá otce ani matku, a když ho kárají, neposlechne je, ať ho jeho otec i matka uchopí a vyvedou ke starším jeho města, k bráně jeho místa, a řeknou starším jeho města: „Tento náš syn je nepoddajný a vzpurný, neposlouchá nás, je to modlářský žrout a pijan.“ A tak ho všichni muži jeho města uházejí kamením a zemře. Tak odstraníš zlo ze svého středu. Ať to slyší celý Izrael a bojí se. Podle tohoto nařízení by musel být téměř každý dospívající mladík zabit, protože vzdoruje rodičům. Takana tento ortel zmírňuje následovně: Případ se musí týkat pouze chlapce, neboť je řečeno „syn“; tento syn musí být již za své činy odpovědný (tedy starší třinácti let), ale zároveň musí být fyzicky ještě dítětem (jinak by nemusel poslouchat své rodiče); rodiče musí být oba naživu, není možné, aby syna před soud přivedl pouze otec nebo pouze matka; syn musí spáchat svůj přestupek v době mezi třináctým rokem a počátkem fyzického dospívání, ve stejném období musí být předveden před soud, jinak je jeho čin promlčen, atd. Rabínská takana v tomto případě neruší rozsudek smrti, ale stanovuje na základě přesného výkladu biblického textu podmínky, které není možné splnit.

## Spor oexistenci ústního zákona

### Argumenty pro existenci ústní tóry
Text Tóry předpokládá znalost Tfilin a Cicit
Ve Deuteronomium 12:21 Tóra uvádí: porazíš kus ze svého skotu či bravu, který ti dal Hospodin, jak jsem ti přikázal – avšak Tóra sama nezaznamenává žádné takové předchozí přikázání.
Mojžíš sám dokládá, že vyučoval Zákon (Deuteronomium 4:5 Hleď, učil jsem vás nařízením a právům, jak mi přikázal Hospodin, můj Bůh, abyste je dodržovali v zemi, kterou přicházíte obsadit.)
Král Joaš byl vyučován Zákonu (2 Královská 12:3 Jóaš činil to, co je správné v Hospodinových očích, po všechny své dny, poněvadž ho vyučoval kněz Jójada.)
Ezdráš předčítá Zákon Izraeli a vykládá ho (Ezdráš 7:10 Ezdráš bádal s upřímným srdcem v Hospodinově zákoně, jednal podle něho a vyučoval v Izraeli nařízením a právům.)
Moabitce Rút je dovoleno konvertovat k izraelskému náboženství a stát se členkou Izraele, protože zákaz daný Bohem, aby Amonovec či Moábec nevstoupil do Izraele, se vztahuje podle výkladu pouze na muže, nikoli na ženy. Rút se rovněž odvolává na levirátní manželství a na samotný rituál konverze.

### Opozice vůči ústní tóře
Koncept ústní Tóry odmítají především karaité, kteří za závaznou považují pouze psanou Tóru. Platnost ústní Tóry neuznávají ani náboženské proudy, které se od ortodoxního proudu judaismu odštěpily ještě před kodifikací ústní Tóry, tedy především samaritáni a křesťané.